# Myxoproteus abyssus
Myxoproteus abyssus is een microscopische parasiet uit de familie Sinuolineidae. Myxoproteus abyssus werd in 1974 beschreven door Yoshino & Moser. 